# Lacertaspis lepesmei
Lacertaspis lepesmei är en ödleart som beskrevs av  Angel 1940. Lacertaspis lepesmei ingår i släktet Lacertaspis och familjen skinkar. Inga underarter finns listade i Catalogue of Life.